# De Hoop (waterschap)
De Hoop is een voormalig waterschap in de provincie Groningen.
In de driehoek tussen het Damsterdiep (tussen Oosterdijkshorn en Ten Post), de Ten Poster Ae (globaal tussen Ten Post en Woltersum) en het Lustigemaar (tussen Woltersum en Oosterdijkshorn) lagen zes kleine waterschappen. De meest westelijke hiervan was het De Hoop. De polder lag op de hoek van het Damsterdiep en het Lustigemaar en was zo'n 250 bij 350 m groot. De molentje van de polder sloeg uit op het Lustigemaar.
De andere polders in het gebied waren:
- Reddingiuspolder
- Tuiningapolder
- Woldringpolder
- Kimmpolder
- Van Timmerenpolder

Waterstaatkundig gezien ligt het gebied sinds 2000 binnen dat van het waterschap Noorderzijlvest.